# 유럽 중앙은행 제도
유럽 중앙은행 제도(The European System of Central Banks, ESCB)는 유럽 중앙은행과 유럽 연합 회원국의 중앙은행이 참여하는 중앙은행 제도이다.

## 유럽 중앙은행 제도에 참여하고 있는 중앙은행

### 유로존에 속한 유럽 연합 회원국
- 유럽 연합: 유럽 중앙은행
- 오스트리아: 오스트리아 국립은행
- 벨기에: 벨기에 국립은행
- 크로아티아: 크로아티아 국립은행
- 키프로스: 키프로스 중앙은행
- 에스토니아: 에스토니아 은행
- 핀란드: 핀란드 은행
- 프랑스: 프랑스 은행
- 독일: 독일 연방은행
- 그리스: 그리스 은행
- 아일랜드: 아일랜드 중앙은행
- 이탈리아: 이탈리아 은행
- 라트비아: 라트비아 은행
- 리투아니아: 리투아니아 은행  보관됨 2004-09-18 - 웨이백 머신
- 룩셈부르크: 룩셈부르크 중앙은행
- 몰타: 몰타 중앙은행
- 네덜란드: 네덜란드 은행
- 포르투갈: 포르투갈 은행
- 슬로바키아: 슬로바키아 국립은행
- 슬로베니아: 슬로베니아 은행
- 스페인: 스페인 은행

### 유로존에 속하지 않은 유럽 연합 회원국
- 불가리아: 불가리아 국립은행
- 체코: 체코 국립은행
- 덴마크: 덴마크 국립은행
- 헝가리: 헝가리 국립은행
- 폴란드: 폴란드 국립은행
- 루마니아: 루마니아 국립은행
- 스웨덴: 스웨덴 국립은행

## 기능
모든 유럽 연합 회원국이 가입한 것이 아니기 때문에 중앙은행 체제 자체가 유로존을 전체적으로 통합하는 통화 기구로서는 활동하지 못하고 있다. 때문에 유로를 도입하지 않은 중앙은행을 제외한 유로 시스템이 중앙은행 체제의 해당 업무를 수행하게 됐다. 유럽 공동체 설립에 관련한 조약 제정에 대해 인플레이션과 물가상승률 조정에 대해 주요 업무를 담당한다. 별다른 문제가 없거나 해당 국가의 조치가 없을 시에 회원국의 재정 정책에 대한 조언 및 개방 정책에 따른 원칙을 표방할 것을 권고하기도 한다.
유로 시스템에 의해 고안 및 수행되는 기본적인 업무는 다음과 같다.
- 유로존의 경제정책 이행 및 정의
- 환전 관련 정책 조율
- 회원국의 외환보유고 조절 및 유지
- 지불능력 조정 관련 정책 시행

## 기구
정책결정과정은 유럽중앙은행의 정책위원회(Governing Council)와 집행위원회(Executive Board)에 의해 크게 나뉜다. 유로화 도입에 나서지 않은 국가가 있으므로 일반이사회도 있다. 각국의 중앙은행 중 이에 해당하는 국가들은 유로에 해당하는 정책에는 가담하지 않으며 개별 정책을 수행한다. 따라서 체제 상 특별지위를 갖고 있다.
정책위원회는 집행위원회를 포함하며 각국 중앙은행의 정책자들도 참가하게 된다. 유로화를 도입한 국가에만 해당한다.
- 유로시스템 관할 업무 관리를 조정하고 관련 정책에 대한 가이드라인 제시
- 유로 통화 관련 이자율, 화폐 공급 등에 대한 통화 정책 수립
- 수행 추진을 위한 필수 조건 제시

집행위원회는 위원장과 부위원장, 4명의 직원으로 구성되며 재계 관련 경력 및 교수 출신이다. 국가 수장이 대개 직원을 입명하거나 추천을 한다. 유럽의회와 유럽통화기구와의 의논이 필요하다.
일반의사회는 27개 회원국의 중앙은행 관련 공직자가 해당되며 유럽통화기구에서 유럽중앙은행이 넘겨받은 업무에 대한 총체적인 업무를 수행한다. 1개 혹은 그 이상의 국가적 피해가 우려될 경우가 있기 때문에 이에 대한 점검도 시행한다.